# Mek’ele
Mek’ele (auch Meqele, amharisch መቀሌ Mäqäle, Tigrinya መቐለ Mäx’älä, englisch Mekelle) ist die Hauptstadt der Region Tigray im äußersten Norden Äthiopiens. Sie liegt ca. 500 km nördlich von Addis Abeba. Die Einwohnerzahl wird von der Stadt selbst mit ca. 323.700 angegeben, europäische Medien sprechen von rund 500.000 Einwohnern; das jährliche Bevölkerungswachstum liegt bei über 5 Prozent.
Mek’ele verfügt über eine Universität, die u. a. agrar- und wirtschaftswissenschaftliche Studiengänge anbietet. Zudem existiert in Mek’ele mit Mesfin Industrial Engineering PLC einer der größten Anlagen- und Fahrzeugbauer Äthiopiens.

## Geschichte

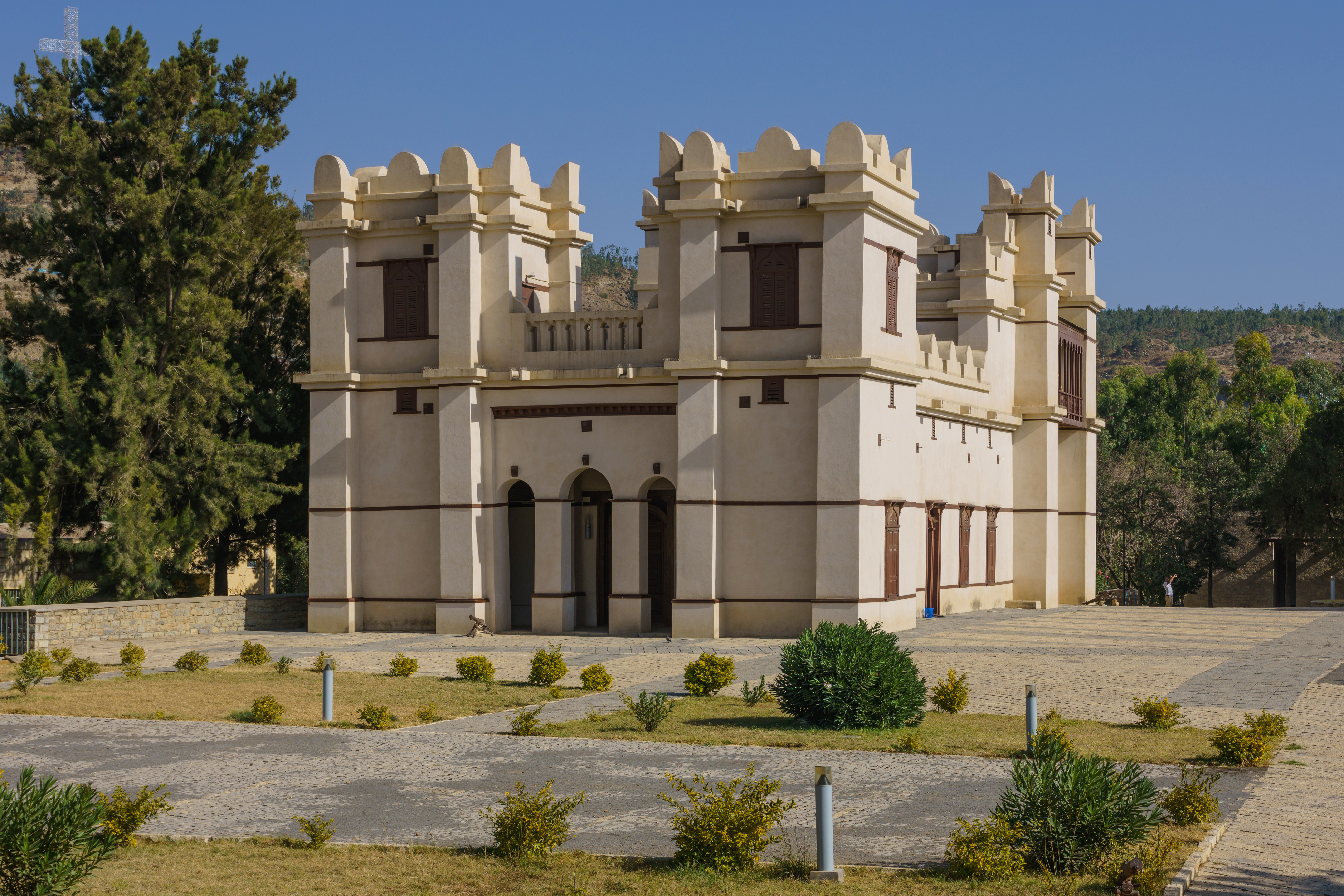
Palast von Yohannes IV. in Mek’ele.

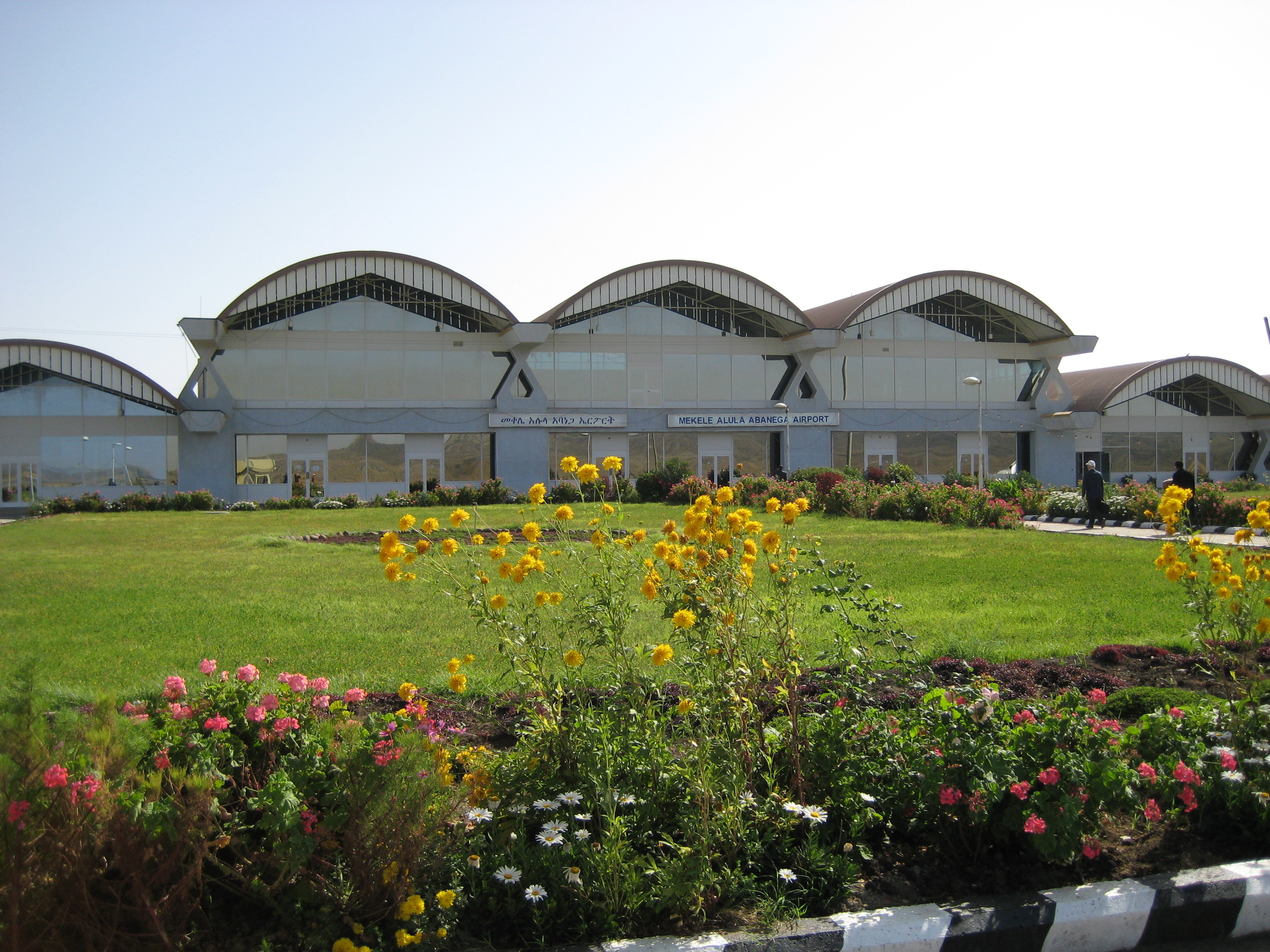
Flughafen von Mek’ele.

Während des Italienisch-Äthiopischen Krieges war die Stadt umkämpft. Die italienischen Invasoren hielten 1896 unter der Führung des Oberleutnants Giuseppe Galliano die Festung besetzt und konnten zwei Angriffe der äthiopischen Truppen erfolgreich abwehren. Darauf schnitten die Äthiopier den italienischen Soldaten die Zufuhr an frischem Trinkwasser und Proviant ab. Die Schlacht von Mek'elē begann am 8. Januar und endete am 19. Januar 1896 mit der Kapitulation der Italiener.
In den Jahren 1984–1985, als in Äthiopien Hungersnot herrschte, wurde die Stadt wegen der „Hungerlager“ der Umgebung bekannt. Die Aktion Menschen für Menschen von Karlheinz Böhm versuchte, Hilfe für die Hungernden zu organisieren. Im März 1989 verloren äthiopische Regierungstruppen Mek’ele an die Volksbefreiungsfront von Tigray.
Am 28. November 2020 rückten im Zuge des Konflikts in Äthiopien Truppen der Zentralregierung in die Stadt ein. Am 29. Juni 2021 übernahmen wieder die Rebellen die Stadt.

## Bevölkerung
Der Zensus von 1994 ergab eine Bevölkerungszahl von 96.938. Die beiden größten Volksgruppen waren die Tigray mit 96,5 % und die Amharen mit 1,59 %, weitere 0,99 % waren eritreische Staatsbürger und sonstige 0,98 %.
Tigrinya wurde als Erstsprache von 96,26 % und Amharisch von 2,98 % der Bevölkerung gesprochen.
91,31 % waren äthiopisch-orthodoxe Christen und 7,66 % Muslime.
Die Analphabetenrate betrug 48,25 %.
Die folgende Übersicht zeigt die Einwohnerzahlen nach dem jeweiligen Gebietsstand seit der Volkszählung 1984:
| Jahr | Einwohner |
| ---- | --------- |
| 1984 | 61.583    |
| 1994 | 96.938    |
| 2007 | 215.914   |
| 2015 | 323.700   |

## Söhne und Töchter der Stadt
- Hayle İbrahimov (* 1990), aserbaidschanischer Langstreckenläufer äthiopischer Herkunft
- Tsgabu Grmay (* 1991), äthiopischer Radrennfahrer

## Klimatabelle
|                       | Jan | Feb | Mär | Apr | Mai | Jun | Jul | Aug | Sep | Okt | Nov | Dez |   |      |
| Mittl. Tagesmax. (°C) | 23  | 24  | 25  | 26  | 27  | 27  | 23  | 23  | 25  | 24  | 23  | 22  | ⌀ | 24,3 |
| Mittl. Tagesmin. (°C) | 16  | 17  | 18  | 19  | 20  | 20  | 18  | 17  | 18  | 17  | 16  | 15  | ⌀ | 17,6 |
|                       |     |     |     |     |     |     |     |     |     |     |     |     |   |      |
| Niederschlag (mm)     | 35  | 10  | 25  | 45  | 35  | 30  | 200 | 215 | 35  | 10  | 25  | 40  | Σ | 705  |
|                       |     |     |     |     |     |     |     |     |     |     |     |     |   |      |
| Regentage (d)         | 4   | 1   | 4   | 5   | 4   | 6   | 22  | 21  | 6   | 1   | 4   | 7   | Σ | 85   |

| 16 |

| 17 |

| 18 |

| 19 |

| 20 |

| 20 |

| 18 |

| 17 |

| 18 |

| 17 |

| 16 |

| 15 |

| 16 |

| 17 |

| 18 |

| 19 |

| 20 |

| 20 |

| 18 |

| 17 |

| 18 |

| 17 |

| 16 |

| 15 |

## Flughafen Alula Aba Nega
Der Flughafen Alula Aba Nega (auch Flughafen Mekelle, IATA-Code: MQX, ICAO-Code: HAMK) ist ein öffentlicher Flughafen, der Mek’ele bedient. Der Flughafen liegt 10 km südöstlich der Stadt. Der Flughafen wurde nach Alula Engida und seinem Pferdenamen benannt. 

## Städtepartnerschaften
- Ramla (Israel)
- Bayburt (Türkei)
- Witten (Deutschland), seit 2016